# Chiromyzinae
Chiromyzinae – podrodzina muchówek z podrzędu krótkoczułkich i rodziny lwinkowatych.
Muchówki o burym, brązowawym do czarnego ubarwieniu. Mają głowę o uwstecznionym aparacie gębowym. Tułów ma tarczkę bez kolców. Wydłużony odwłok składa się z siedmiu widocznych z zewnątrz, niezróżnicowanych budową segmentów o tergitach pozbawionych rowków. Dymorfizm płciowy w tej grupie jest silnie zaznaczony.
Zasiedlają głównie Amerykę Południową i krainę australijską.
Klasyfikuje się je w rodzajach:
- Archilagarinus Enderlein, 1932
- Archimyza Enderlein, 1921
- Barbiellinia Bezzi, 1922
- Boreoides Hardy, 1920
- Chiromyza Wiedemann, 1820
- Clavimyia Lindner, 1924
- Hylorops Enderlein, 1921
- Inopus Walker, 1850
- Mapuchemyia Woodley, 2001
- Mesomyza Enderlein, 1921
- Nonacris Walker, 1850
- Stenimantia Enderlein, 1932
- Stenimas Enderlein, 1921
- Tana Reed, 1888